# Aníbal Cavaco Silva
Pour les articles homonymes, voir Silva.
Aníbal Cavaco Silva [ɐˈniβɐɫ ɐ̃ˈtɔɲu kɐˈvaku ˈsiɫvɐ], né le 15 juillet 1939 à Boliqueime (Algarve), est un homme d'État portugais. Membre du Parti social-démocrate, il est Premier ministre de 1985 à 1995 et président de la République de 2006 à 2016.
Ministre des Finances et du Plan dans le gouvernement de Francisco Sá Carneiro entre 1980 et 1981, il est élu président du Parti social-démocrate (PPD/PSD) en 1985. Il met alors fin à la grande coalition avec le Parti socialiste (PS) et remporte les élections législatives anticipées, ce qui l'amène à devenir le chef d'un gouvernement minoritaire. Il est Premier ministre pendant dix années, son parti obtenant la majorité absolue aux scrutins parlementaires de 1987 et de 1991.
Candidat à l'élection présidentielle de 1996, il recueille 46 % des suffrages et s'incline face à l’ancien maire socialiste de Lisbonne Jorge Sampaio. Cet échec le convainc de se mettre en retrait de la vie politique pour un certain temps.
Il fait son retour en se présentant à l'élection présidentielle de 2006, qu'il remporte dès le premier tour avec 50,5 % des voix. Il devient ainsi le premier chef de l’État issu du centre droit depuis la révolution des Œillets de 1974. Il est reconduit pour un second mandat à l’issue de l'élection présidentielle de 2011, recueillant 53 % des suffrages au premier tour. Il quitte la présidence du pays en 2016, ne pouvant légalement briguer un troisième mandat.

## Situation personnelle
À l'âge de dix ans, Aníbal Cavaco Silva est envoyé travailler dans une ferme par son grand-père, qui souhaite ainsi le punir de ses mauvais résultats scolaires. Aníbal Cavaco Silva retourne à l'école quelques années plus tard et se distingue comme un élève particulièrement brillant.
Il part ensuite vivre dans la capitale, Lisbonne, où il intègre l'Institut supérieur de sciences économiques et financières (ISCEF) de l'université technique (UTL), dont il sort licencié en 1964. Cette même année, il épouse Maria Alves da Silva, une professeure de philologie allemande avec qui il aura deux enfants.
Devenu professeur assistant à l'ISCEF en 1966, il quitte le Portugal deux ans plus tard pour travailler à l'université d'York, au Royaume-Uni ; il y obtient un doctorat en économie en 1973. Il retourne dans son pays natal en 1974, et obtient de nouveau un poste de professeur assistant à l'ISCEF, avant de devenir professeur à l'université catholique portugaise (UCP) l'année suivante.
À partir de 1979, il est professeur extraordinaire à la nouvelle université de Lisbonne, puis obtient le poste de directeur du bureau des études de la Banque du Portugal ; il y fait son retour entre 1996 et 2004, comme consultant pour le comité directeur.
Par la suite, il est professeur à l'Institut supérieur d'économie et de gestion (ISEG), qui a succédé à l'ISCEF.

## Parcours politique

### Ministre des Finances et du Plan
Peu après la révolution des Œillets, il rejoint le Parti populaire démocrate (PPD) de Francisco Sá Carneiro. Quand ce dernier accède au poste de Premier ministre le 3 janvier 1980, il nomme Aníbal Cavaco Silva ministre des Finances et du Plan dans le VIe gouvernement constitutionnel.
À ce poste, il se forge une réputation de libéral, démantelant les régulations qui, selon lui, mettent un frein au développement de la libre entreprise. Il n'est toutefois pas reconduit dans le gouvernement formé par Francisco Pinto Balsemão en janvier 1981, un mois après la mort de Sá Carneiro.

### Président du Parti social-démocrate
Le 25 avril 1983, la gauche portugaise remporte nettement les élections législatives avec 54 % des voix et 138 sièges à l'Assemblée de la République. Toutefois, le Parti socialiste (PS) de Mário Soares décide de faire alliance avec le Parti social-démocrate (PSD) au sein d'une grande coalition, le « Bloc central », à laquelle Cavaco Silva refuse de prendre part.
À la suite de son élection à la tête du PSD le 2 juin 1985, il met fin au Bloc central, forçant le président António Ramalho Eanes à convoquer des élections législatives anticipées le 6 octobre 1985.

### Premier ministre pendant dix ans
Son parti ayant remporté le scrutin à la majorité relative avec 88 sièges sur 250, Aníbal Cavaco Silva est nommé Premier ministre le 6 novembre 1985. Sa situation parlementaire est alors précaire : il peut compter sur le soutien des 22 députés du Centre démocratique et social (CDS), ce qui lui assure 110 voix, contre 95 à la gauche, mais pas sur celui des 45 élus du nouveau Parti rénovateur démocratique (PRD).

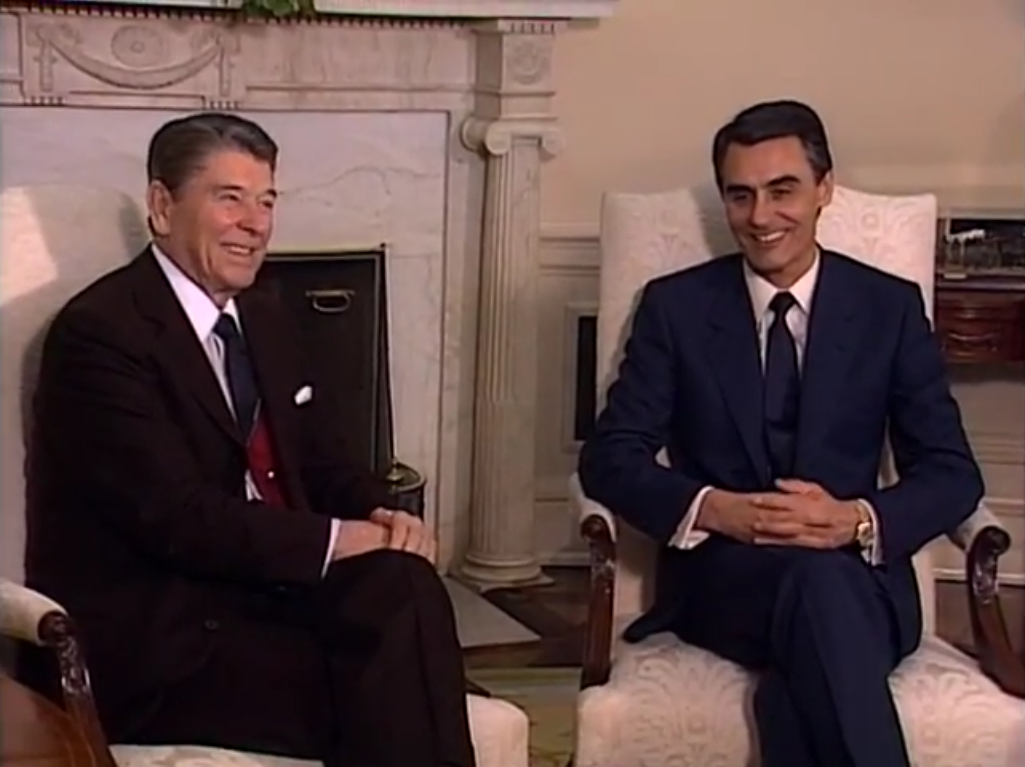
Le Premier ministre Cavaco Silva s’entretenant avec le président américain, Ronald Reagan, dans le Bureau ovale de la Maison-Blanche, le 24 février 1988.

Durant les deux premières années de son mandat, le PRD s'abstint très fréquemment, permettant à Cavaco Silva de gouverner. Mais en 1987, l'Assemblée de la République vote une motion de censure à l'encontre de son gouvernement, obligeant le président Mário Soares à organiser de nouvelles élections législatives le 19 juillet 1987.
Le jour du scrutin, le PSD s'impose largement avec 50,22 % des suffrages et 148 députés sur 250. C'est la première fois depuis la révolution des Œillets qu'un parti remporte la majorité absolue au Parlement. Le 18 août, Cavaco Silva est reconduit dans ses fonctions, et forme son second gouvernement, qui sera le premier depuis la révolution des Œillets à se maintenir en fonction tout au long de la législature.
Candidat à un troisième mandat aux élections législatives du 6 octobre 1991, il réussit à conserver sa majorité absolue en obtenant 50,6 % des voix et 135 députés sur 230. Son troisième cabinet entre en fonction le 31 octobre.
Son mandat à la tête du gouvernement, le plus long de l'histoire démocratique portugaise avec neuf ans, onze mois et vingt-deux jours, a été marqué par une politique de baisse d'impôts et de dérégulation économique. Au cours de cette période, le Portugal a connu une croissance économique à la fois forte et ininterrompue, et a adhéré à l'Union européenne, ce qui lui a permis d'être bénéficiaire de fonds communautaires.
Toutefois, la crise économique européenne de 1993, qui fait remonter le chômage au Portugal, et l'usure du pouvoir finissent par avoir raison de sa forte popularité. Il renonce alors à disputer les législatives du 1er octobre 1995, qui sont finalement remportées par le Parti socialiste (PS) d'António Guterres.

### Échec à l’élection présidentielle de 1996
Aníbal Cavaco Silva se présente à l'élection présidentielle de 1996 face au candidat du Parti socialiste, l’ancien maire de Lisbonne Jorge Sampaio, qui l’emporte avec 53,9 % des suffrages exprimés contre 46,1 % pour l’ancien chef du gouvernement. À la suite de cette défaite, Aníbal Cavaco Silva se retire de la vie politique.

### En retrait de la vie politique active
Dans le cadre de la campagne électorale pour les élections législatives anticipées de 2005, il refuse d’apporter son soutien au dirigeant du PSD et Premier ministre sortant, Pedro Santana Lopes.

### Victoire à l’élection présidentielle de 2006
Le 20 octobre 2005, il annonce son intention de se présenter à l'élection présidentielle du 22 janvier 2006, qu'il remporte dès le premier tour avec 50,6 % des suffrages.

### Président de la République

#### Rapports compliqués avec José Sócrates

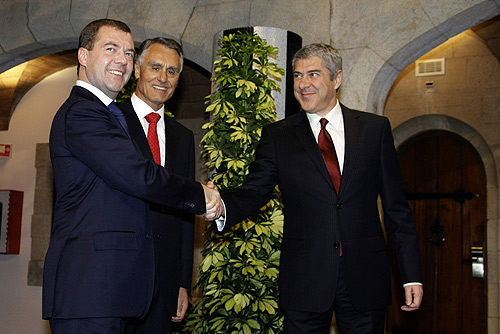
Aníbal Cavaco Silva avec José Sócrates et Dmitri Medvedev en novembre 2008, à Lisbonne.

Ayant prêté serment le 9 mars 2006, Aníbal Cavaco Silva devient le dix-neuvième président de la République du Portugal et le premier issu du centre droit depuis la révolution des Œillets du 25 avril 1974.
Son mandat était initialement marqué par sa volonté d'entente mutuelle avec le gouvernement socialiste de José Sócrates, le chef de l'État ayant fait référence à la nécessité d'une « coopération stratégique » entre eux. Il a par la suite encouragé au dépassement des clivages partisans, au nom de l'intérêt national, et ce alors que le Parti socialiste détenait la majorité absolue au Parlement.

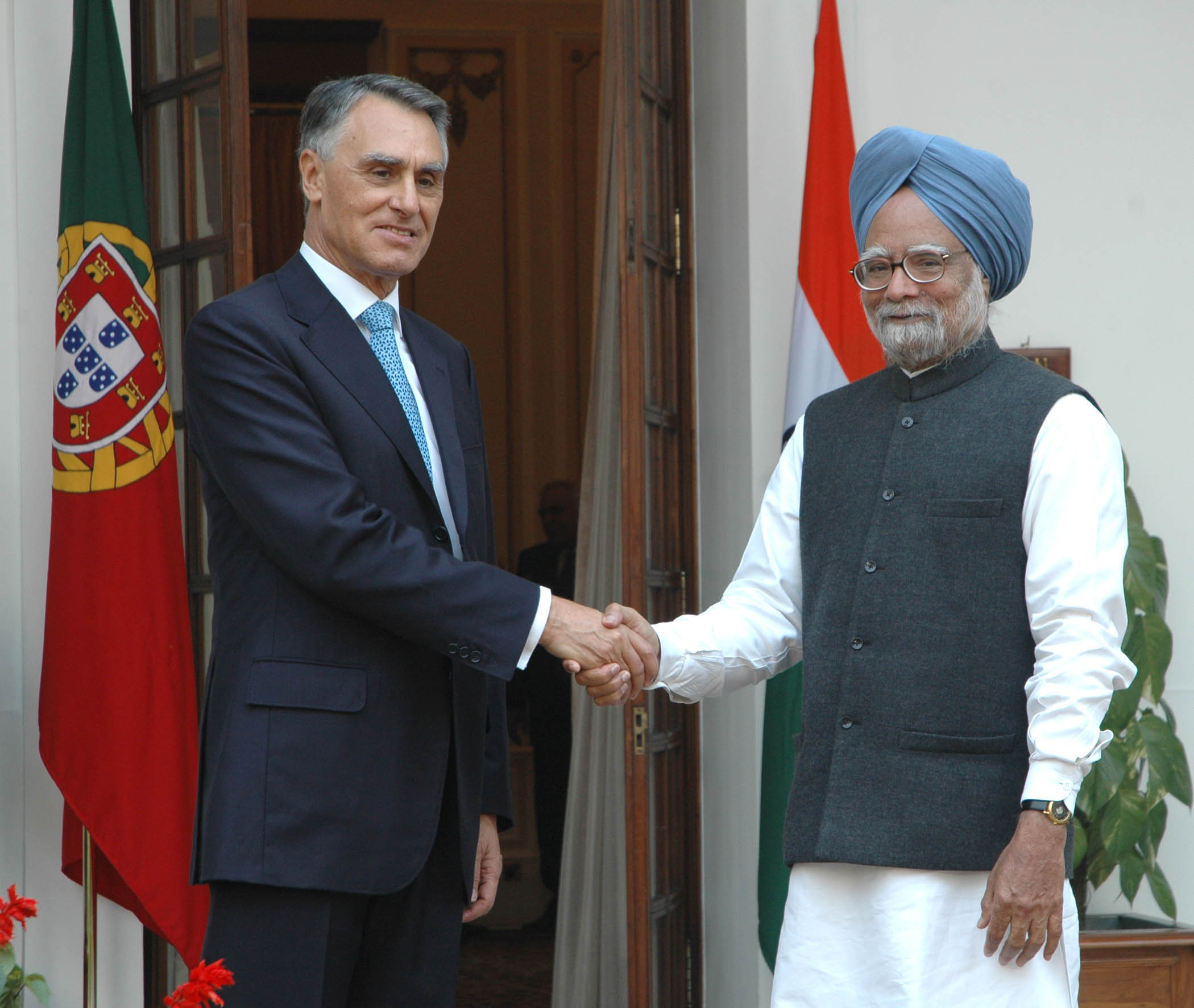
Aníbal Cavaco Silva avec le Premier ministre de l’Inde, Manmohan Singh, en 2007.

Toutefois, certains moments de sa présidence furent clairement marqués à droite. Ainsi, en décembre 2006, le Parlement adopte une résolution pour l'organisation d'un référendum légalisant l'interruption volontaire de grossesse. Cavaco Silva saisit alors le Tribunal constitutionnel sur la constitutionnalité du scrutin et de la question posée. La participation ne s'étant élevée qu'à 42 % des inscrits, le résultat était facultatif. Il décida toutefois de ne pas mettre son veto à la loi votée ensuite par l'Assemblée de la République.
Il a également refusé d'approuver la loi relative aux unions de fait, alertant sur « le risque d'une tendance à égaliser deux réalités différentes », celle réformant le régime juridique du divorce, au motif que « il est important de ne pas faire abstraction de la vie matrimoniale du Portugal contemporain », ainsi que le nouveau statut politico-administratif de la Région autonome des Açores.
Le 26 octobre 2009, il annonce, lors de la prise de fonction du second cabinet Sócrates, désormais minoritaire à l'Assemblée de la République, vouloir être « une référence de stabilité » et réaffirme sa promesse de « coopération stratégique » avec l'exécutif. Un peu plus de quatre mois plus tard, le 13 mars 2010, il demande au Tribunal constitutionnel de contrôler la conformité de la loi autorisant le mariage homosexuel avec la Constitution. Ce recours, qui ne concernait pas l'interdiction d'adopter, est rejeté par le tribunal le 8 avril. Il attend toutefois le 17 mai, veille de la date limite, pour promulguer le texte, regrettant qu'il n'ait pas fait l'objet d'un consensus parlementaire.

#### Réélection pour un second mandat en 2011

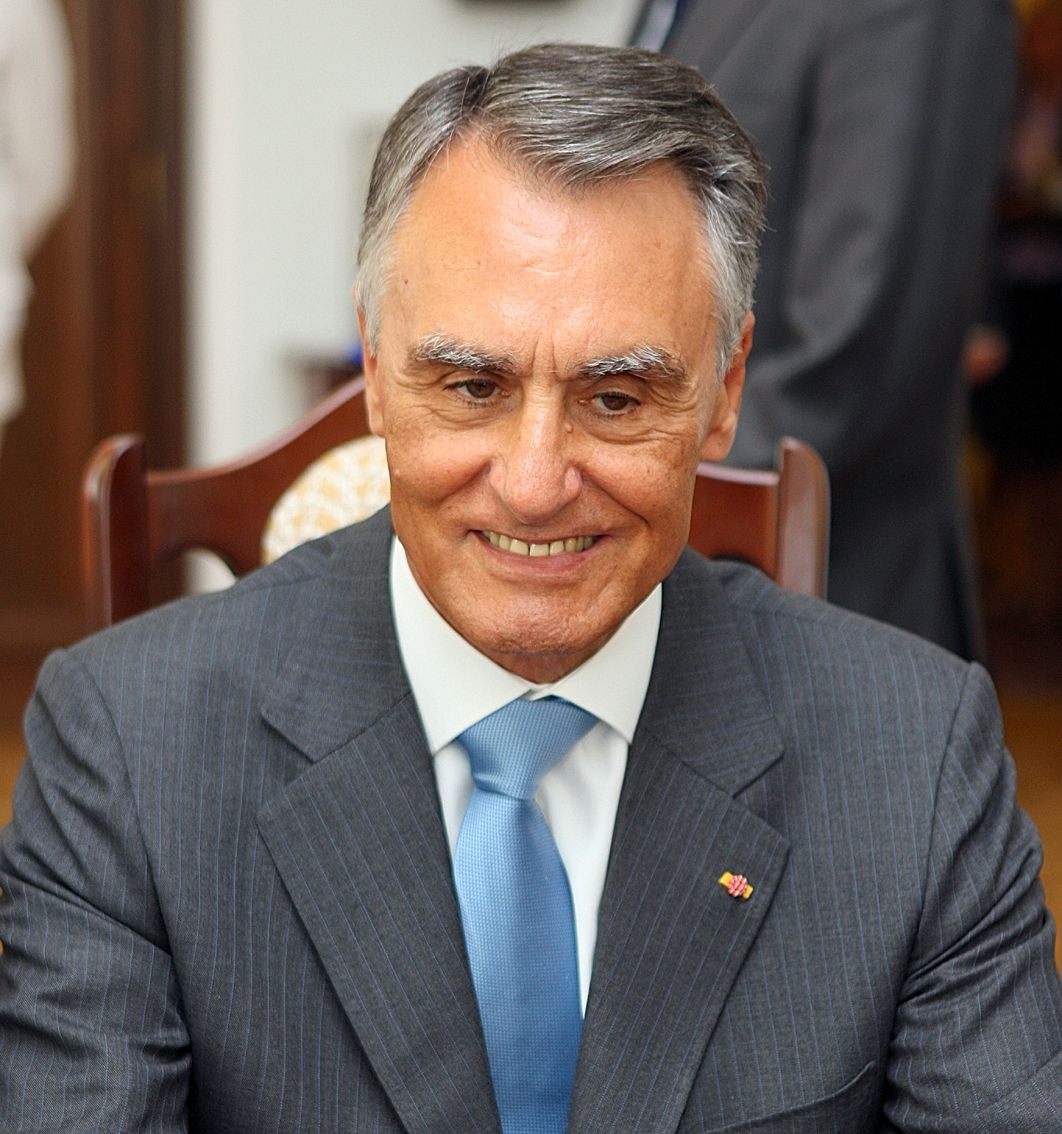
Aníbal Cavaco Silva au Sénat de Pologne (2008).

Lors d'un discours au Centre culturel de Belém, le 26 octobre 2010, il se déclare candidat à l'élection présidentielle de 2011. Il en profite alors pour faire le bilan de son mandat, se posant en rassembleur de la classe politique face à la crise économique mondiale et défendant désormais l'exercice d'une « magistrature active », en opposition à la « magistrature d'influence » de son premier mandat, tout en rappelant que « le président ne doit ni gouverner, ni légiférer ». Il annonce en outre que ses dépenses de campagne ne dépasseront pas la moitié du minimum légal, fixé à environ quatre millions d'euros.
Le 23 janvier 2011, il est réélu au 1er tour avec 53,14 % des voix pour un nouveau mandat de cinq ans, face à cinq autres candidats, dont le socialiste Manuel Alegre qui obtient 19,8 % et qu'il avait déjà battu en 2006. Il prête serment le 9 mars et entame ainsi son second mandat de cinq ans.

#### Soutien aux gouvernements Passos Coelho

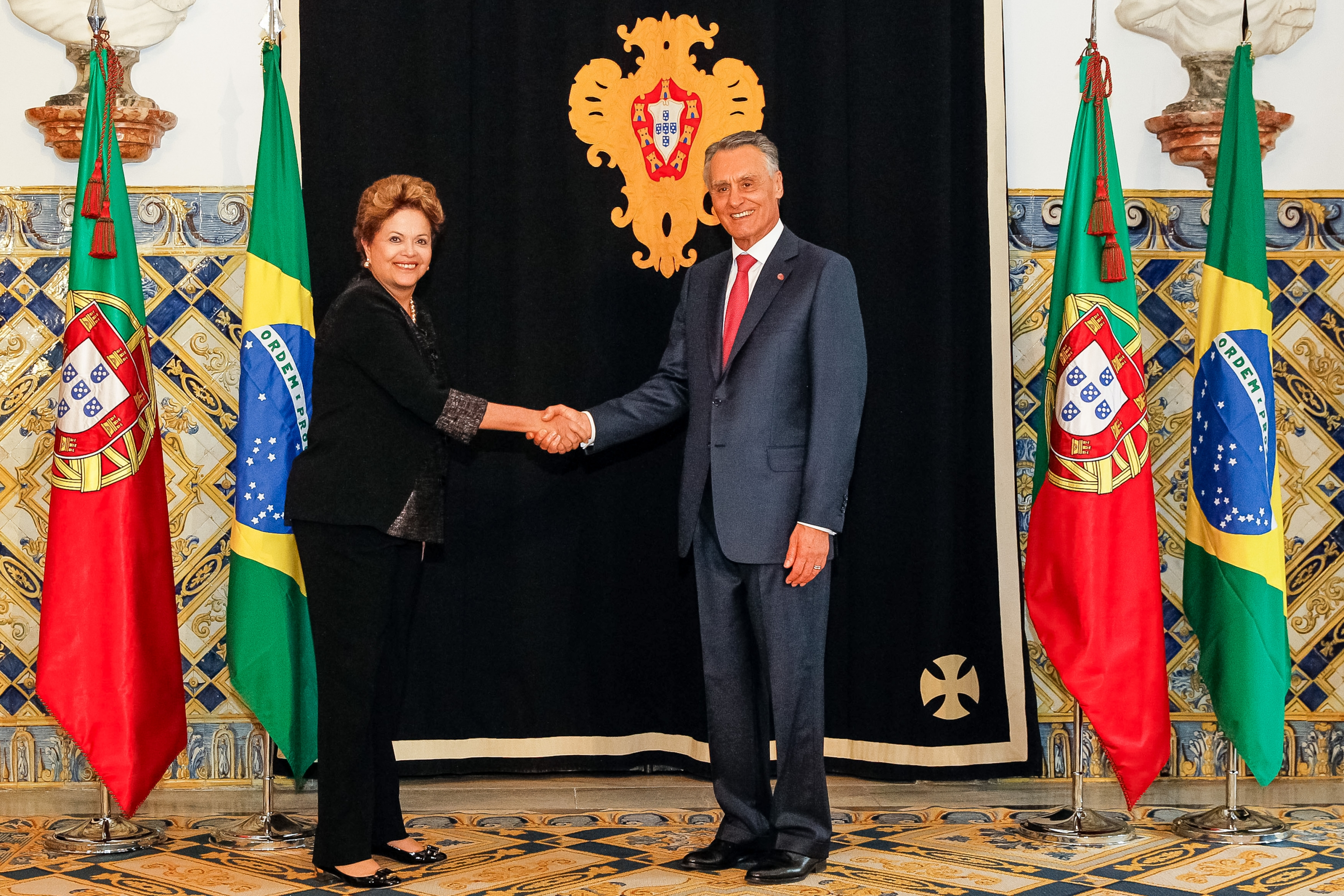
Aníbal Cavaco Silva en compagnie de la présidente brésilienne Dilma Rousseff à Lisbonne, en 2013.

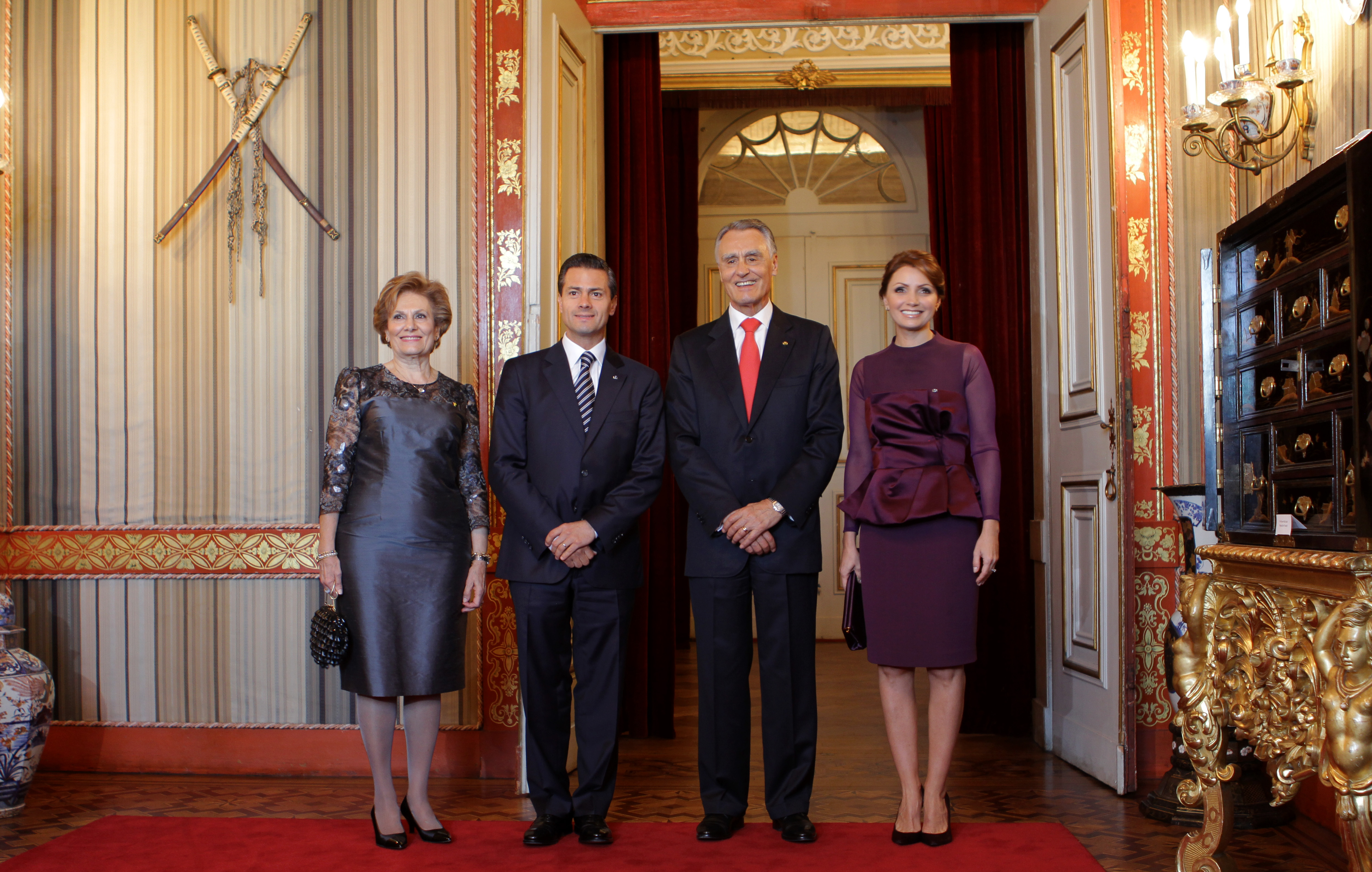
Le couple présidentiel portugais reçu par le président mexicain, Enrique Peña Nieto, et son épouse, en 2014.

À peine deux semaines plus tard, le 23 mars, il doit affronter une crise politique liée aux difficultés budgétaires du Portugal, qui conduit à la démission du Premier ministre, José Sócrates. La veille, il avait affirmé, lors d'un déplacement à Porto, que la rapidité avec laquelle la crise évoluait avait « réduit sa marge de manœuvre ». Il annonce, le 31 mars la dissolution du Parlement et la convocation d'élections anticipées pour le 5 juin, après avoir réuni le Conseil d'État dans l'après-midi.
Le scrutin ayant été nettement remporté par les partis du centre droit, il nomme, le 15 juin, le président du Parti social-démocrate, Pedro Passos Coelho, au poste de Premier ministre.
Le 19 août, Anibal Cavaco Silva émet des réserves quant à une inscription dans la Constitution portugaise d'une « règle d'or » visant à contrôler les déficits, comme l'ont proposé le président de la République française, Nicolas Sarkozy, et la chancelière fédérale allemande, Angela Merkel. « Cela reflète un énorme manque de confiance des décideurs politiques par rapport à leur propre capacité à conduire de bonnes politiques budgétaires » affirme le chef de l'État, alors que la situation économique du Portugal est jugée préoccupante par des agences de notation et par des institutions mondiales comme le FMI. Le président Cavaco Silva prend la situation « d'inscrire dans la Constitution une variable endogène telle que le déficit budgétaire, qui ne peut être directement contrôlée par les responsables politiques, théoriquement très étrange ».

## Décorations

### Nationales
- Grand-croix de l'ordre du Christ (29 novembre 1995).
- Grand maître des Ordres honorifiques portugais en tant que Président de la République du Portugal ( 9 mars 2006 – 9  mars 2016).
- Grand collier de l'ordre de la Tour et de l'Épée (9 mars 2011).
- Grand collier de l'ordre de la Liberté (9 mars 2016).
- Grand-croix avec collier de l'ordre de l'Infant Dom Henri (5 juillet 2022).

### Étrangères
- Commandeur grand-croix de l'ordre royal de l'Étoile polaire du Royaume de Suède (9 février 1987).
- Grand-cordon de l'ordre du Libérateur de la République Bolivarienne du Venezuela (18 novembre 1987).
- Grand-croix de l'ordre de Boyaca de la République de Colombie (23 mai 1988).
- Grand-croix de l'ordre de l'Honneur de la République Hellénique (15 maio 1990).
- Collier de l'ordre Makarios III (en) de la République de Chypre (20 novembre 1990).
- Grand-croix de l'ordre pro Merito Melitensi de l’ordre souverain de Malte (25 janvier 1991).
- Grand-croix de l'ordre du mérite national d'Équateur (en) (25 janvier 1991).
- Grand-croix de l'ordre de la Couronne de chêne du grand-duché de Luxembourg (4 février 1991).
- Grand-croix de l'ordre de la Rose blanche de la République de Finlande (8 mars 1991).
- Grand-croix de l'ordre du Rio Branco de la République Fédérative du Brésil (8 octobre 1991).
- Grand-croix de l'ordre d'Orange-Nassau du Royaume des Pays-Bas (25 mars 1992).
- Grand-croix de l'ordre du Mérite du Chili (20 juillet 1992).
- Grand-croix de l'ordre d'Isabelle la Catholique du Royaume d' Espagne (8 septembre 1993).
- Grand cordon de l'ordre de la République (18 novembre 1993).
- Grand cordon de l'ordre du Ouissam alaouite du Royaume du Maroc (13 février 1995).
- Grand-croix d'or de l'ordre du Mérite de la République d'Autriche (14 juillet 1997).
- Chevalier du collier de l'ordre d'Isabelle la Catholique du Royaume d' Espagne (24 septembre 2006).